# Sing!
Sing! (Originaltitel Sing!) ist ein US-amerikanischer Dokumentarfilm aus dem Jahr 2001 über den Kinderchor Los Angeles Children’s Chorus. Der Kurzfilm war bei den 74. Oscarverleihungen in der Kategorie Bester Dokumentar-Kurzfilm nominiert. Er wurde wiederholt im amerikanischen Fernsehen ausgestrahlt.

## Handlung
Der Film zeigt Einblicke und beschreibt die Entstehung des 1986 von Rebecca Thompson and Stephanie Mowery gegründeten Los Angeles Children’s Chorus (Los-Angeles-Kinderchor). Am Beispiel eines Achtjährigen wird über ein Jahr der Weg vom Vorsingen bis zur Aufführung dokumentiert.

## Produktion
Sing! ist der erste Teil einer Filmtrilogie von Freida Lee Mock über den Los Angeles Children’s Chorus. Die anderen beiden Dokumentationen sind Sing Opera! von 2008, die eine Opernproduktion des Chors begleitet, und Sing China! von 2009, in dem eine Chinareise kurz vor den Olympischen Spielen in Peking 2008 zusammengefasst wird.